# Basilisc comú
El basilisc comú (Basiliscus basiliscus) és una espècie de sauròpsid (rèptil) escatós de la família dels coritofànids originària d'Amèrica Central. Té la notable habilitat de ser capaç de caminar sobre la superfície de l'aigua. Aquesta habilitat li ha donat en algunes regions l'àlies de llangardaix de Jesucrist o llangardaix Jesucrist.

## Comportament
Les seves potes posteriors estan proveïdes d'uns lòbuls dèrmics que funcionen com a aletes, els quals augmenten la superfície de suport sobre l'aigua. Aquests són enrotllats quan l'animal camina per terra. Si l'animal afronta el perill, comença a córrer molt ràpidament sobre la superfície d'un riu o un llac, llavors les aletes dels seus peus posteriors s'obren permetent augmentar la seva superfície de suport i així córrer sobre l'aigua. No obstant això, en decréixer la seva velocitat, el basilisc s'enfonsa i ha de nedar de la manera normal de qualsevol altre llangardaix.